# Alejandro Gertz Manero
Alejandro Gertz Manero (Ciudad de México, 31 de octubre de 1939) es un jurista, académico y funcionario mexicano. Desde el 18 de enero de 2019 se desempeña como fiscal general de la República.
Se ha desempeñado en distintos cargos como secretario de Seguridad Pública del Distrito Federal entre 1998 y 2000, secretario de Seguridad Pública entre 2000 y 2004, diputado federal entre 2009 y 2012 y encargado del Despacho de la Procuraduría General de la República previa su reforma que le dio su estatus actual de fiscalía.

## Biografía

### Servicio público
Fue coordinador nacional de la campaña contra el narcotráfico de la Procuraduría General de la República en 1976, a través de la Operación Cóndor. Fue secretario general del Instituto Nacional de Antropología e Historia, titular de la Procuraduría Federal de la Defensa del Trabajo  y adquirió notoriedad como secretario de seguridad pública del gobierno del Distrito Federal, durante las administraciones de Cuauhtémoc Cárdenas y Rosario Robles. Fue designado por el entonces presidente electo de México, Vicente Fox titular de la recién creada Secretaría de Seguridad Pública del gobierno federal, de la cual fue el primer titular. 
Fue postulado en 2009 a diputado federal plurinominal de México por el Partido Convergencia, encabezando la lista.
Desde el 18 de enero de 2019 es titular de la Fiscalía General de la República, después de ser nominado por el presidente Andrés Manuel López Obrador. Siendo el principal responsable de diseñar, planear, ejecutar y coordinar las políticas públicas en materia de investigación criminal de los hechos que revisten los caracteres de delito; de garantizar la protección y asistencia a las víctimas, testigos, y el resto de los sujetos que integran el proceso judicial; asumir la titularidad y sustento de la acción penal pública en representación del Estado y la sociedad en general ante el Poder Judicial de la Federación; intervenir en los procesos de extradición; colaborar en las acciones de combate al delito, encabezando a los elementos del Ministerio Público Federal, esto en apoyo a la Secretaría de Seguridad y Protección Ciudadana; e intervenir en las controversias constitucionales o acciones de inconstitucionalidad de acuerdo a lo que establezca la Suprema Corte de Justicia de la Nación. 

### Trayectoria académica
Gertz es egresado de la Escuela Libre de Derecho y es doctor en Derecho por la UNAM. Ha sido profesor en el ITAM, en la Facultad de Ciencias Políticas y Sociales de la UNAM, la Universidad Anáhuac, en donde también fue Coordinador de la Carrera de Derecho, en el Centro de Restauración del Patrimonio México-Unesco. Asimismo, fue fundador y director general del Instituto Técnico de la Procuraduría General de la República.
Ocupó el cargo de presidente de la Federación de Instituciones Particulares de Educación Superior, A.C. (FIMPES); sus últimos puestos académicos antes de ser encargado del despacho de la Procuraduría General de la República y después primer fiscal general de la República fueron ser presidente del Consejo Directivo del Centro Nacional de Evaluación de la Educación Superior, A.C. (CENEVAL) y rector de la Universidad de las Américas de la Ciudad de México.

## Obras
- Biografía de Guillermo Prieto»;
- Antología del Pensamiento de John F. Kennedy
- Biografía de Ignacio Allende»
- La Defensa Jurídica y Social del Patrimonio Cultural: La Estadística Computacional al Servicio de la Impartición de Justicia, la situación legal de los ciudadanos Alemanes en México durante los años 1942-1946
- México, perfil de un rostro oculto
- México – Estados Unidos Desarrollo Comparado durante el Siglo XX
- Seguridad y Justicia, Sí se puede y Democracia Real y Poder Ciudadano en coautoría con Luis Maldonado Venegas.
- Es editorialista del diario El Universal, colaborador permanente de los noticieros La Red con Sergio Sarmiento y Cúpula Empresarial con Óscar Mario Beteta.

## Controversias
- En 2022 fue acusado de abusar de su cargo como Fiscal General de la República para perseguir y encarcelar a Alejandra Cuevas y a Laura Moran por el fallecimiento de su hermano Federico Gertz en 2015.[5]
- Fue denunciado de "tráfico de influencias, asociación delictuosa y coalición de servidores públicos" por el exconsejero jurídico de la Presidencia de la República, Julio Scherer Ibarra.[6]
- Se le han descubierto diversas propiedades lujosas en Madrid, Ibiza, París, Nueva York y Los Ángeles, así como la compra de 122 automóviles de lujo.[7]
- En 2021 es admitido al Sistema Nacional de Investigadores (SNI) por un comité especial, después de haberlo intentado infructuosamente por 11 años debido a insuficiente producción científica.[8] El escritor Guillermo Sheridan evidenció plagios cometidos en la biografía de Guillermo Prieto publicada por Gertz Manero, la cual copia contenidos substanciales de obras anteriores.[9] Un grupo de 77 investigadores denunciaron estos plagios ante la Junta de Honor del SNI.[10]
- Siendo secretario de Seguridad Pública en el gobierno de Vicente Fox, Gertz Manero fue detenido por la DEA y la ATF al aterrizar en Nueva York en un avión del gobierno mexicano, portando pasaporte falso y 50 mil dólares en efectivo. En 2022 el gobierno de Estados Unidos abre otra investigación sobre el fiscal.[11]